# Музей етнографії Волині та Полісся при Волинському національному університеті імені Лесі Українки
Музей етнографії Волині та Полісся при Волинському національному університеті імені Лесі Українки — це музей закладу вищої освіти, що розміщений у м. Луцьку.

## Історія
Збір перших етнографічних експонатів музею розпочався з 1995 р. А в липні наступного 1996 р., за ініціативою завідувача кафедри археології та джерелознавства Михайла Михайловича Кучинка, Аллою Адамівною Дмитренко було оформлено першу експозицію Кабінету етнографії Волині та Полісся. Саме з цього часу веде відлік історія Музею етнографії Волині та Полісся.
Наказ про створення Музею етнографії Волині та Полісся при Волинському національному університеті імені Лесі Українки виданий 18 листопада 2008 р. А Управлінням освіти та науки Волинської обласної державної адміністрації Музей етнографії Волині та Полісся зареєстровано 3 грудня 2010 р.
| Музей | Це незавершена стаття про музей. Ви можете допомогти проєкту, виправивши або дописавши її. |